# Dimanche de Marie l'Égyptienne

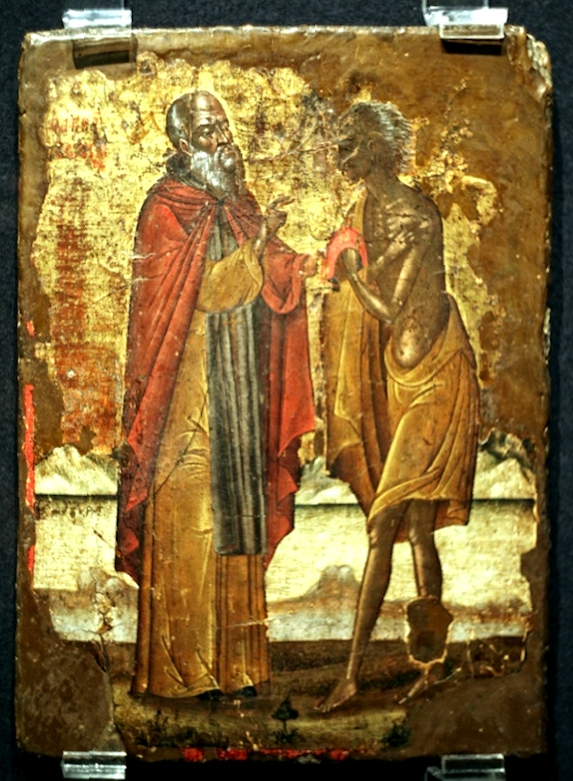
Zosim et Marie l'Égyptienne, icône orthodoxe.

Le dimanche de Marie l'Égyptienne est le cinquième dimanche du Grand Carême (P - 14), célébré par les Églises d'Orient – Églises orthodoxes et Églises catholiques de rite byzantin. C'est le début de la dernière semaine de carême. On y commémore Marie l’Égyptienne, la prostituée pénitente. Cette semaine est suivie par la Semaine sainte qui commence au dimanche des Rameaux (P - 7).

## Thème spirituel
Chaque dimanche du Grand Carême a son propre thème spirituel. Le thème du dimanche de Marie l’Égyptienne a trois aspects distincts :
- Tout d’abord, il fait comprendre que nul péché passé ne saurait écarter le véritable pénitent de Dieu ;
- ensuite, c’est le Christ lui-même qui est venu pour appeler […] les pécheurs au repentir et pour les sauver de leurs péchés (Luc, 5:32) ;
- enfin, la vie de Marie l'Égyptienne montre que, dans la vie, comme lors du Grand Carême, il n’est jamais trop tard pour se repentir : le Christ accueille tous ceux qui viennent à lui avec un cœur pénitent, même à la dernière heure.

## Hymnographie
Tropaire (ton 8) :
En toi, vénérable Mère, la divine image se reflète exactement. 

Afin de lui ressembler, tu as pris ta croix et tu as suivi le Christ ; 

et par ta vie tu nous apprends à mépriser la chair, 

qui passe et disparaît, 

pour nous occuper plutôt de l’âme, 

qui vit jusqu’en la mort et au-delà.

C’est ainsi que ton esprit se réjouit, sainte Marie, 

avec les Anges dans le Ciel. 
Kondakion (ton 3) :
Autrefois tu étais pleine de toutes les prostitutions, 

mais aujourd'hui par le repentir tu es devenue l'épouse du Christ, 

désirant la vie des anges et foulant les démons par la force de la Croix, 

glorieuse Marie, épouse du Royaume ! 

## Les temps du Grand Carême
- Lundi pur, suivant le dimanche du Pardon, premier jour du Grand Carême ;
- Dimanche de l'Orthodoxie ou premier dimanche de carême ;
- Dimanche des Reliques ou dimanche de Grégoire Palamas ou deuxième dimanche de carême ;
- Dimanche de la Croix ou troisième dimanche de carême ;
- Dimanche de Jean Climaque ou quatrième dimanche de carême ;
- Samedi de l'Acathiste ;
- Dimanche de Marie l'Égyptienne ou cinquième dimanche de carême ;
- Vendredi veille de Lazare, dernier jour du Grand Carême ;
- Samedi de Lazare, fin du Grand Carême.